# Hortense Anda-Bührle
Pour les articles homonymes, voir Anda (homonymie).
Hortense Anda-Bührle, née le 18 mai 1926 à Zurich et morte le 16 mai 2014 dans la même ville, est une dirigeante d'entreprise et mécène suisse, héritière de la Fondation et Collection Emil G. Bührle.

## Biographie

### Origines et famille
Hortense Anda-Bührle naît le 18 mai 1926 à Zurich. Elle est la fille cadette d’Emil Georg Bührle et de Charlotte née Schalk, sœur de Dieter Bührle.
En 1924, ses parents et son frère aîné de cinq ans quittent l'Allemagne pour s'installer en Suisse. Là, son père prend la direction de la Fabrique suisse de machines-outils Oerlikon. En 1937, la famille obtient la nationalité suisse.
Durant sa jeunesse, elle accompagne son père dans ses voyages d’affaires aux États-Unis. Elle passe l'été 1948 à New York dans la famille amie de William J. Donovan, ancien directeur de l'Office of Strategic Services (prédécesseur de la CIA).
Elle développe une passion pour l'art, influencée par ses parents qui reçoivent chez eux des peintres, des artistes et des auteurs venus des quatre coins du monde.

### Études
Hortense Anda-Bührle reçoit une éducation bourgeoise et suit sa scolarité dans des écoles privées : de 1940 à 1943 à la Freie Evangelische Schule de Zurich, Hochalpines Töchterinstitut de Ftan, puis de 1943 à 1945 à l'école internationale St. George's de Clarens. 

### Parcours professionnel

#### Coactionnaire de machines-outils Oerlikon
À la suite du décès de son père en 1956, causé par un arrêt cardiaque, Hortense Anda-Bührle devient cohéritière et actionnaire majeure de la fabrique de machines-outils Oerlikon,.  
Depuis son acquisition complète par la famille Bührle en 1929, l'entreprise s'est transformée en un grand groupe industriel, soutenu essentiellement par l'industrie de l'armement. 
Dès 1967, Hortense Anda-Bührle, à la tête d'une des plus grandes fortunes du pays (estimée à au moins 420 millions de francs en 1989), a siégé aux conseils d'administration du groupe Oerlikon-Bührle, de Bally International AG (présidente de 1994 à 1998) et de la banque familiale Industrie- und Handelsbank AG (LHAG). 

#### Fondation et Collection Emil G. Bührle
Elle hérite également avec son frère de l'importante collection d'art de leur père, une partie majeure de laquelle est transférée en 1960 à la Fondation Collection E. G. Bührle, dont elle prend la présidence,,.
En tant que cofondatrice, présidente et première curatrice de la Fondation Collection E.G. Bührle, elle joue un rôle clé dans le développement du musée privé de Zurich, qui expose une partie significative de la prestigieuse collection d'art transférée par les héritiers en 1960 (221 œuvres). Elle publie également le premier catalogue en 1973 et organise la première grande tournée internationale de la collection en 1990.

#### Membre du conseil de fondation des Semaines internationales de musique
De 1960 à 1967, Hortense Anda-Bührle s'engage pour les Semaines internationales de musique de Lucerne et siége dans les conseils de fondation d'institutions telles que l'opéra de Zurich et Pro Helvetia.

#### Créatrice de la Fondation Géza Anda
Après le décès de son mari en 1976, elle fonde la Fondation Géza Anda en son honneur. La fondation organise tous les 3 ans, le Concours Géza Anda, soutenant les jeunes pianistes à forger librement leur propre chemin musical.

#### Présidente du groupe Oerlikon-Bührle
En 1990, à la suite de conflits sur la gestion de l'entreprise avec son frère Dieter Bührle, elle assume le leadership du groupe Oerlikon-Bührle, alors en difficulté en raison de la fin de la guerre froide.
En 2000, lorsque Hortense Anda-Bührle se retire de la direction opérationnelle du holding, son fils Gratian Anda, considéré comme l’héritier du clan Bührle, prend la relève des affaires.

### Mécénat
En tant que mécène, elle soutient de nombreux projets, comme la restauration et la transformation de la chartreuse d'Ittingen TG ou le village musical d'Ernen VS.
À la fin de sa vie, elle s’engage pour les droits des animaux et soutient différentes associations, dont Animal Trust.

### Vie privée
En 1964, Hortense Anda-Bührle se marie avec le pianiste Géza Anda, qu'elle rencontre lors des Semaines internationales de musique de Lucerne. Dès lors, la musique devient centrale dans sa vie.
Cinq ans plus tard, elle donne naissance à leur fils Gratian Anda,.

### Mort
Hortense Anda-Bührle meurt le 16 mai 2014 à Zurich, à l'âge de 87 ans,. 

### Fonds d'archives
- Kunsthaus Zürich, Zurich, Archiv der Stiftung Sammlung E.G. Bührle.